# Tanabe Sotan
Tanabe Sotan (田邉 草民 Tanabe Sōtan, sinh ngày 6 tháng 4 năm 1990 ở Suginami, Tokyo) là một cầu thủ bóng đá người Nhật Bản thi đấu cho F.C. Tokyo ở vị trí tiền vệ chạy cánh phải.

## Thống kê sự nghiệp

### Câu lạc bộ
Tính đến  ngày 14 tháng 5 năm 2017
| Câu lạc bộ          | Mùa giải            | Giải vô địch | Giải vô địch | Cúp1    | Cúp1      | Cúp Liên đoàn2 | Cúp Liên đoàn2 | Châu lục3 | Châu lục3 | Tổng    | Tổng      |
| Câu lạc bộ          | Mùa giải            | Số trận      | Bàn thắng    | Số trận | Bàn thắng | Số trận        | Bàn thắng      | Số trận   | Bàn thắng | Số trận | Bàn thắng |
| ------------------- | ------------------- | ------------ | ------------ | ------- | --------- | -------------- | -------------- | --------- | --------- | ------- | --------- |
| F.C. Tokyo          | 2009                | 10           | 0            | 1       | 0         | 6              | 0              | -         | -         | 17      | 0         |
| F.C. Tokyo          | 2010                | 0            | 0            | 2       | 0         | 1              | 0              | -         | -         | 3       | 0         |
| F.C. Tokyo          | 2011                | 31           | 5            | 4       | 0         | -              | -              | -         | -         | 35      | 5         |
| F.C. Tokyo          | 2012                | 18           | 3            | 1       | 0         | 2              | 0              | 3         | 0         | 24      | 3         |
| F.C. Tokyo          | 2013                | 2            | 0            | 0       | 0         | 3              | 0              | -         | -         | 5       | 0         |
| F.C. Tokyo          | 2016                | 24           | 1            | 4       | 1         | 2              | 0              | 4         | 0         | 34      | 2         |
| F.C. Tokyo          | 2016                | 5            | 1            | 4       | 0         | 0              | 0              | 0         | 0         | 9       | 1         |
| F.C. Tokyo          | Tổng                | 90           | 10           | 16      | 1         | 14             | 0              | 7         | 0         | 127     | 11        |
| CE Sabadell FC      | 2013–14             | 29           | 4            | 1       | 0         | -              | -              | -         | -         | 30      | 4         |
| CE Sabadell FC      | 2014–15             | 35           | 1            | 2       | 0         | -              | -              | -         | -         | 37      | 1         |
| CE Sabadell FC      | Tổng                | 64           | 5            | 3       | 0         | -              | -              | -         | -         | 67      | 5         |
| Tổng cộng sự nghiệp | Tổng cộng sự nghiệp | 154          | 15           | 19      | 1         | 14             | 0              | 7         | 0         | 194     | 16        |

1Bao gồm Cúp Hoàng đế Nhật Bản và Copa del Rey.
2Bao gồm J. League Cup.
3Bao gồm Giải vô địch bóng đá các câu lạc bộ châu Á.

## Danh hiệu

### Câu lạc bộ
F.C. Tokyo
- J. League Division 2 (1): 2011
- Cúp Hoàng đế Nhật Bản (1): 2011
- J. League Cup (1): 2009
- Giải bóng đá vô địch Suruga Bank (1): 2010